# Alain Paucard
Pour les articles homonymes, voir Paucard.
Alain Paucard, né le 6 avril 1945 à Paris, est un écrivain français.

## Biographie

### Généralités
Il ne vit qu'à Paris, ville dont il se déclare amoureux.
Il est président à vie du Club des ronchons, qu'il a fondé en 1986 en compagnie de Bernard Peyrotte et de Marc Vidal ; Pierre Gripari en est le premier (et bref) président d'honneur, puis Jean Dutourd est intronisé à ce poste où il s'illustrera pendant vingt-cinq ans, jusqu'à sa mort en 2011 (cf. Manifeste ronchon repris dans Loin d’Édimbourg, éditions de Fallois, 1990).
Alain Paucard fait partie des rédacteurs du Guide des films (éditions Robert Laffont) de Jean Tulard et a publié des essais sur Sacha Guitry, Michel Audiard, Jean Gabin et la série B.
Il participe à des événements « potaches » comme à Sciences Po dans les années 1990.
En 1999, il signe pour s'opposer à la guerre en Serbie la pétition « Les Européens veulent la paix », initiée par le collectif Non à la guerre.
En 2012, il est candidat à l'Académie française au fauteuil de Jean Dutourd.
Alain Paucard écrit régulièrement pour le mensuel Causeur.
En 1993, Marguerite Duras cite Alain Paucard parmi les jeunes écrivains qu'elle suit : « Il est très éloigné de moi, en apparence. Mais ça n'empêche pas le talent. Il en a beaucoup. Et il est très touchant. Sensible. Lisez son Eloge de la faiblesse. […] Il a dû connaître un grand malheur. Qu'il essaye de masquer. D'où un côté un peu provoquant. J'aime beaucoup son Dictionnaire des idées obligées. Et sa Célébration du Whisky. Je crois que nous aurions beaucoup à nous dire. »
Pour Jean-Jacques Pauvert, les œuvres d'Alain Paucard « témoignent d'un esprit libre, curieux et divers » (préface à L’Éloge du cul, La Musardine, 2006).

### Presse
Alain Paucard a écrit, régulièrement ou occasionnellement, dans les publications suivantes : Actuel, Le Courrier picard, Causeur, L’Écho des savanes, L’Événement du jeudi, Fascination, Le Figaro magazine, La Grosse Bertha, Le Hérisson, Horizons du fantastique, L'Idiot international, Interview, L'Imbécile, Lui, Maintenant, Métal Hurlant, Nouvelle revue d'histoire, Notes et études de l'Institut de criminologie, Polar, Le Parisien, Le Quotidien, Rivages, Roman, La Revue Littéraire, Valeurs actuelles, etc.
Il collabore régulièrement au mensuel Service littéraire de François Cérésa et, occasionnellement, à Livr'arbitres de Patrick Wagner.

### Radio
Il dirige un Libre journal portant son nom sur Radio Courtoisie de 1998 à juin 2007, puis inaugure le Libre journal de la douceur de vivre en juillet 2017, succédant à Alain Lanavère.

## Œuvres
- La Coupure (sous le pseudonyme de Arne Grinberg), Civilisation nouvelle, 1970 ; rééd. sous le pseudonyme de Sybille Savoure, éditions Vauvenargues, 2004
- Par tous (sous le pseudonyme de Jean Dron), CEF, 1971
- À femmes que veux-tu (sous le pseudonyme de Matt Sloane), Civilisation nouvelle, 1971
- Étoiles rouges et collants noirs (sous le pseudonyme de L.K. Von Himeloff), collection Cerbère, 1971
- Carnets d’un obsédé, à compte d'auteur en 1977 ; Julliard / L’Âge d’Homme, 1984 ; rééd.1990  (ISBN 2-8251-2846-5) ; rééd. 1996  (ISBN 2-260-00364-8)
- La Femme sans pitié (sous le pseudonyme de Jones Ulm), SEF, 1978
- Alain Monnet s'pique et glisse (sous le pseudonyme d'Humphrey Paucard), SEF, 1978
- L'Horreur d'été (sous le pseudonyme d'Humphrey Paucard), Éd. de la Détente, 1979 ; rééd. Auda Isarn, 2024
- Ma vie secrète par Joseph Staline, Baudouin, 1979, réédition Alexipharmaque, 2012
- Fermé comme Beaubourg (sous le pseudonyme de Mohamed d'Ali), suivi de L'érotisme selon Mondrian (signé Alain Paucard), Baudoin, 1980
- L'Ulster à l'estomac (sous le pseudonyme d'Humphrey Paucard), La Brigandine, 1982
- Guide Paucard des filles de Paris, Pauvert/Garnier, 1983  (ISBN 978-2-7050-0509-2) ; Pauvert/Carrère, 1985
- Gripari mode d’emploi, L’Âge d’Homme, 1985  (ISBN 2-8251-2949-6)
- Lazaret, L’Âge d’Homme, 1986  (ISBN 2-8251-2847-3), réédition en 2014 (L'Âge d'Homme, collection « Revizor »).
- Petit manuel du séducteur en campagne, Balland, 1987  (ISBN 978-2-7158-0628-3)
- Éloge de la faiblesse, Robert Laffont, 1988  (ISBN 2-221-05622-1) (BNF 34955675)
- Célébration du whisky, éditions Renaudot et Cie, 1988  (ISBN 978-2-87742-004-4)
- Dictionnaire des idées obligées, Le Dilettante, 1990 ; rééd. 1998  (ISBN 2-905344-40-7)
- De la misogynie considérée comme un des beaux arts, Acropole, 1990  (ISBN 978-2-7357-0148-3)
- Les Criminels du béton, Les Belles Lettres, 1991  (ISBN 978-2-251-39006-2)
- Supplique à Gorbatchev pour la réhabilitation de Staline, Le Dilettante, 1991  (ISBN 2-905344-48-2)
- Le Cauchemar des vacances, L’Âge d’Homme, 1993  (ISBN 2-8251-0403-5)
- Un jour tu me remercieras, trente-cinq lettres de rupture, avec Louise Leblanc, Stanké, Montréal, 1993
- Le Roman de Paris, collec. Renaudot et Cie, Le Rocher, 1993  (ISBN 2-268-01586-6)
- Défense de la série B, L’Âge d’Homme, 1995  (ISBN 2-8251-0625-9)
- Paris la ballade, photographies de Louis Monier, L'Âge d'homme, 1997  (ISBN 2-8251-0994-0)
- Dutourd l’incorrigible, Flammarion, 1997  (ISBN 2-08-067232-0)
- La Crétinisation par la culture, L’Âge d’Homme, 1998  (ISBN 2-8251-1393-X) ; rééd. 2000  (ISBN 2-8251-1128-7) ; rééd. en 2004  (ISBN 2-8251-1919-9)
- Le Roi créole, L’Âge d’Homme, 1999  (ISBN 2-8251-1234-8)
- Tirez sur l’architecte, L’Âge d’Homme, 2000  (ISBN 2-8251-1355-7)
- Paris, ses rues, ses chansons, ses poèmes, Éditions Molière, 2000  (ISBN 978-2-7434-1670-6)
- La France de Michel Audiard, L’Âge d’Homme, 2000, rééd. Éditions Xenia, 2007  (ISBN 978-2-88892-011-3) et 2013 (ISBN 978-2-88892-163-9)
- Le Cauchemar des vacances raconté à mon cheval, L’Âge d’Homme, 2001  (ISBN 2-8251-1585-1)
- La France clandestine, L’Âge d’Homme, 2001  (ISBN 2-8251-1598-3)
- Sacha Guitry, direction d'un ouvrage collectif en collaboration avec André Bernard, L'Âge d'homme, 2002  (ISBN 2-8251-1461-8)
- Au miroir des femmes, L’Âge d’Homme, 2003  (ISBN 2-8251-1701-3)
- Paris est un roman, L’Âge d’Homme, 2005  (ISBN 2-8251-1986-5)
- Geneviève et Attila, L’Âge d’Homme, 2006  (ISBN 2-8251-3640-9)
- Éloge du cul (et autres textes), La Musardine, collection « Lectures amoureuses » dirigée par Jean-Jacques Pauvert, 2006  (ISBN 2-84271-314-1)
- Je t'appartiens, Le Rocher, 2007  (ISBN 2-268-06100-0)
- Rupture : mode d'emploi, Lanore, 2007  (ISBN 2-85157-320-9)
- Manuel de résistance à l'art contemporain, Jean-Cyrille Godefroy, 2009  (ISBN 978-2-86553-217-9) ; nouvelle édition, 2016  (ISBN 9782865532841)
- Curieuse, L'Éditeur, 2010  (ISBN 978-2-36201-007-1)
- Marie-Jeanne, une vie française, Alphée, 2011  (ISBN 978-2-7538-0682-5), réédition Un infini cercle bleu, 2014
- Tartuffe au bordel, Le Dilettante, 2012  (ISBN 978-2-84263-757-6)
- Paris c'est foutu, Jean-Cyrille Godefroy, 2013
- Oui, c'était mieux avant, Jean-Cyrille Godefroy, 2015
- La France de Jean Gabin, Xenia, 2016
- Grenadier-voltigeur, Kiosquelibre, 2017
- Éloge du cocu, Xenia, 2017
- Mille et un regrets, avec Philippe Dumas, Jean-Cyrille Godefroy, 2017
- Grenadier-voltigeur, France-Univers, 2019
- J'aurais dû rester chanteur de rock n'roll, Via Romana, 2022  (ISBN 978-2-37271-209-5)
- Je suis parisien mais je me soigne : j'suis parigot et incurable ! , illustrateur Philippe Dumas, éditions Heliopolis, 2023, 132 p.  (ISBN 978-2-37985-068-4)

### Scénarios de bande dessinée
- Bushido, dessins : Françoise Vannereau, Glénat, 1983  (ISBN 2-7234-0343-2)
- 6.T Mélodie, dessins : Denis Sire, Humanoïdes associés, 1982, réédition 2003  (ISBN 978-2-7316-6215-3)

### Collectifs dirigés
- L'Horreur du bonheur, L'Âge d'homme, 1990
- Notre amie la femme, L'Âge d'homme, 1992  (ISBN 2-8251-0270-9)
- Le Radeau de la modernité, L'Âge d'homme, 1993  (ISBN 2-8251-0379-9)
- De la bêtise, L'Âge d'homme, 1994
- En arrière toute, L'Âge d'homme, 1996  (ISBN 2-8251-0706-9)
- Avec les Serbes, L'Âge d'homme, 1996  (ISBN 2-8251-0690-9)
- Les Serbes et nous, L'Âge d'homme, 1996  (ISBN 2-8251-0769-7)
- Éloge des Serbes, L'Âge d'homme, 1997  (ISBN 2-8251-1019-1)
- Alliés des Serbes, L'Âge d'homme, 1998  (ISBN 2-8251-1112-0)
- Ils en font trop, L'Âge d'homme, 1998  (ISBN 2-8251-1100-7)
- Que vive le peuple Serbe, L'Âge d'homme, 1999  (ISBN 2-8251-1274-7)
- Le Stupide XXe siècle, L'Âge d'homme, 2000  (ISBN 2-8251-1464-2)
- Bienvenue au village global, L'Âge d'homme, 2003  (ISBN 2-8251-1822-2)
- Les Ronchons flingueurs, L'Âge d'homme, 2005,  (ISBN 2-8251-1953-9)
- Allez-y sans nous, L'Âge d'homme, 2009  (ISBN 978-2-8251-3973-8)
- Allez-vous faire foot !, Éditions des Paraiges, 2016 (ISBN 978-2-37535-010-2)
- Vegâneries, Via Romana, 2020.

### Œuvres radiophoniques
France Inter — Série NUIT NOIRE :
- Ça déménage (diffusé le 24 septembre 1996)
- Femmes de la nuit (diffusé le 21 mai 1997)

### Participation à des ouvrages collectifs
- Éclat et fragilité de la langue française, par Jean Dutourd et ses amis, France-Univers, 2008
- Des nouvelles de l'amitié, sous la direction de Sylvie Payet, éd. Terres de l'Ouest, 2021.
- Montmartre en poésie, sous la direction de Thierry Sajat, éd. Thierry Sajat, 2022.

### Catalogues
- Hervé Masson - Exposition OAC Saint-Brieuc, février 1979
- Joseph Ghin - Exposition OAC Saint-Brieuc, avril 1979
- Cinématon 10 ans/1000 portraits de Gérard Courant - Centre Georges Pompidou, mars 1988
- Catalogue n° 42 de la librairie Les Oies sauvages, 2002

### Préfaces
- Voltaire, Romans et contes, Éditions de la Renaissance, 1967
- La mécanique du sexe, Baudouin, 1979
- Buffalo Bill, Ma vie, Jean-Cyrille Godefroy, 1983 (réédition en 1994)
- Denis Sire, Xmade, éditions Vermorel, 1985
- Hervé Masson, Dictionnaire initiatique, Jean-Cyrille Godefroy, 1995 (réédition en 2003 aux éditions Trajectoire)
- Jean Dutourd, Trilogie française, Flammarion, 1997
- Milan Ratković, La Légende des Puces parisiennes, L'Âge d'homme, 1999
- Milan Ratković, La Légende des bouquinistes de Paris, L'Âge d'homme, 1999
- Georges Clément, Désespérance des espérances, L'Âge d'homme, 1999
- Patrick Barriot, L'Affaire Handke, L'Âge d'homme, 2006
- Choderlos de Laclos, Sur L’Éloge de M. le maréchal de Vauban, Éditions du Sandre, 2008
- Pierre Gripari, Patrouille du conte, L'Âge d'homme, 2008 ; rééd. Les Sept Cavaliers, 261 p., 2025  (ISBN 978-2959502118)
- David Miège, Le dernier livre avant la fin du monde, Muller, 2014
- Patrick Wagner, Davaï : du lac Baïkal aux plages de Ko Chang, Éditions des Paraiges, 2015
- Jacques Guillerot, Cravantures, Hors commerce, 2016
- Charles-Henri d'Elloy, En attendant l'apocalypse, Godefroy de Bouillon, 2020
- Francis Cournet, Bandoneon amigo, bandoneon-amigo.fr, 2021

## Récompenses
- 1985 : Guide Paucard des filles de Paris : Médaille d'argent de la ville de Paris
- 1986 : Lazaret : ouvrage couronné par l’Académie française
- 1988 : Éloge de la faiblesse : Prix Mottart 1989 de l’Académie française
- 2001 : La France de Michel Audiard : prix Simone Genevois 2001 récompensant le meilleur ouvrage sur le cinéma
- 2001 : Paris : ses rues, ses chansons, ses poèmes, Prix des bouquinistes